# Warmuntowitz

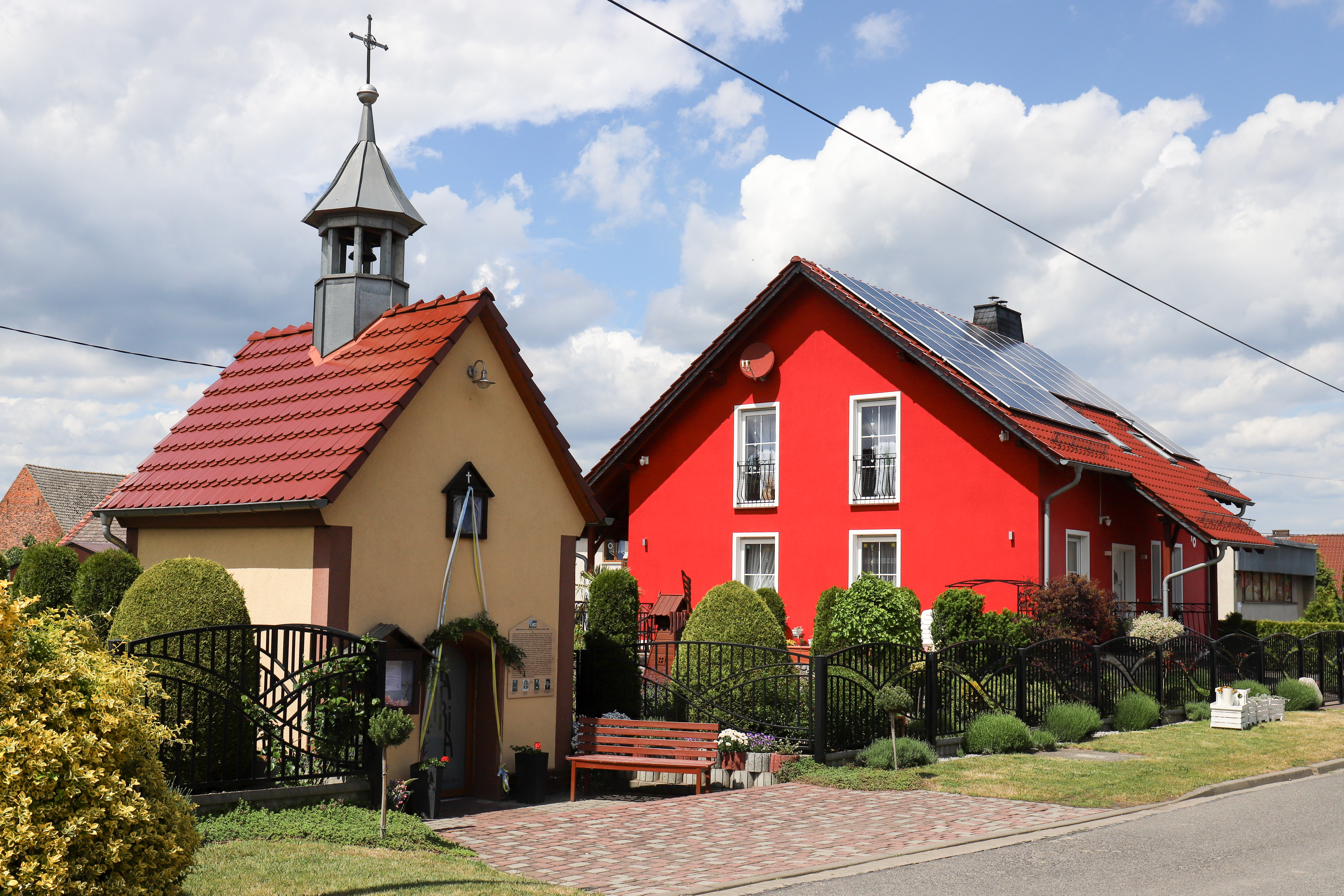
Kapelle in Warmuntowitz

Warmuntowitz polnisch Warmątowice ist eine Ortschaft in Oberschlesien. Sie liegt in der Gemeinde Strzelce Opolskie (Groß Strehlitz) im Powiat Strzelecki (Landkreis Groß Strehlitz) in der polnischen Woiwodschaft Opole.

## Geografie
Nachbarorte von Warmuntowitz sind im Westen Strzelce Opolskie (Groß Strehlitz), im Norden Centawa und im Osten Błotnica Strzelecka (Blottnitz).

## Geschichte
Der Ort wurde um 1300 erstmals urkundlich als „Warmunthowitz“ erwähnt.
1793 besaß der Ort 126 Einwohner. 1865 bestand die Gemeinde neben dem Dorf auch aus einem herrschaftlichen Vorwerk. Das Dorf hatte zwölf Bauern, zwölf Gärtner und zwölf Häusler. Ferner gab es einen Kretscham (Gaststätte). Zu diesem Zeitpunkt war Warmuntowitz nach Centawa eingepfarrt und eingeschult. Warmuntowitz war u. a. im Besitz der Grafen von Posadowsky-Wehner.
Bei der Volksabstimmung in Oberschlesien 1921 stimmten 68 Einwohner für Deutschland und 92 für Polen, auf Gut Warmuntowitz stimmten 32 für Deutschland und 45 für Polen – Warmuntowitz verblieb in der Weimarer Republik. 1933 lebten in Warmuntowitz 499 Einwohner. Am 3. Juli 1936 wurde der Ort in Niedersteine O.S. umbenannt. 1939 lebten in Niedersteine 503 Einwohner. Bis 1945 befand sich der Ort im Landkreis Groß Strehlitz.
1945 kam der Ort unter polnische Verwaltung, bevor er mit den Zwei-plus-Vier-Vertrag auch völkerrechtlich zu Polen kam. Er wurde in Warmątowice umbenannt. 1950 kam der Ort zur Woiwodschaft Oppeln. 1999 kam der Ort zum wiedergegründeten Powiat Strzelecki. Bei einer Bürgerbefragung haben die Einwohner des Ortes für die Einführung der zusätzlichen deutschen Ortsbezeichnung Warmuntowitz gestimmt. Am 29. Juli 2015 hat der Gemeinderat einer zweisprachigen Ortsbezeichnung zugestimmt. Am 14. November 2024 erhielt der Ort zusätzlich den amtlichen deutschen Ortsnamen Warmuntowitz.

## Sehenswürdigkeiten
- Wegkapelle aus dem Jahr 1839 mit einem Dachreiter und einer Glocke aus dem Jahr 1840.
- Zwei Wegkreuze, davon eins hölzern und das andere aus Stein aus dem Jahr 1909.

## Vereine
- Deutscher Freundschaftskreis[8]

## Sonstiges
Bei Warmuntowitz wurden Überreste von kleinen Dinosauriern aufgefunden, die Teil der Ottoschen Sammlung wurden.

## Persönlichkeiten
- Albert Musehold (* 10. Juli 1854; † 1919), Stabsarzt, Sanitätsrat und Autor, studierte an der Kaiser-Wilhelms-Akademie für das militärärztliche Bildungswesen[10]